# 1st Mechanical Kansas Militia
La 1st Mechanical Kansas Militia fue una milicia constitucional fundada en la ciudad de Kansas, Estados Unidos. El grupo se hizo conocido por planear abiertamente realizar una campaña armada contra el gobierno federal de los Estados Unidos y clamando que las tropas comunistas chinas entrenaban en tierra americana. Se desconoce si el grupo es todavía activo.

## Actividades y ataque fallido
El grupo fue dirigido por Bradley Glover, un teórico de las conspiraciones oriundo de la ciudad de Kansas. La Milicia clamaba tener alrededor de 1000 miembros. El grupo mantuvo contacto con otros grupos antigubernamentales e individuos como Kevin y Terry Hobeck de Ohio, Ronald Griesacker del Milicia de la República de Texas, y Merlon "Butch" Lingenfelter, Jr., un veterano seguidor del fenómeno OVNI . Dos agentes de FBI fueron infiltrados y estuvieron observando las actividades del grupo. Glover y otros miembros quisieron atacar con explosivos las instalaciones de Fort Hood, durante las celebraciones del Día de la Independencia de 1997. Glover y Michael Dorsett fueron arrestados el 16 de julio. Siete hombres y mujeres fueron arrestaron durante el mes de julio, había planeado utilizar minas antipersona y otras armas en bases donde creyeron que tropas de las Naciones Unidas estaban instaladas, mencionó el teniente Richard Coffey de la Patrulla de Carretera del Misuri. Inicialmente fueron arrestados bajo los cargos de posesión de armas ilegales.
La investigación realizada por personal del FBI y de la Patrulla Estatal de Carreteras del estado de Misuri, impidieron el ataque. Glover fue sentenciado a cinco años de prisión. El grupo también fue conocido como la 7.ª División Milicia Constitucional, Milicia de Kansas, Kansas Del sur Milicia Regional, Milicia Regional del sur de Kansas (sospechado), Primero Kansas Mecanizó Infantería (sospechado)